# Chūō (Yamanashi)
Chūō (jap. 中央市 Chūō-shi, wörtlich: Zentralstadt) ist eine kreisfreie Stadt in der Präfektur Yamanashi in Japan.

## Geographie
Chūō liegt östlich von Minami-Alps und westlich von Kōfu.

## Geschichte
Chūō wurde am 2. Februar 2006 aus den ehemaligen Gemeinden Tamaho (玉穂町, -chō) und Tatomi (田富町, -chō) des Landkreises Nakakoma, sowie dem Dorf Toyotomi (豊富村, -mura) des Landkreises Higashi-Yatsushiro gegründet.

## Verkehr
- Zug:
  - JR Minobu-Linie, nach Fuji oder Kōfu

## Angrenzende Städte und Gemeinden

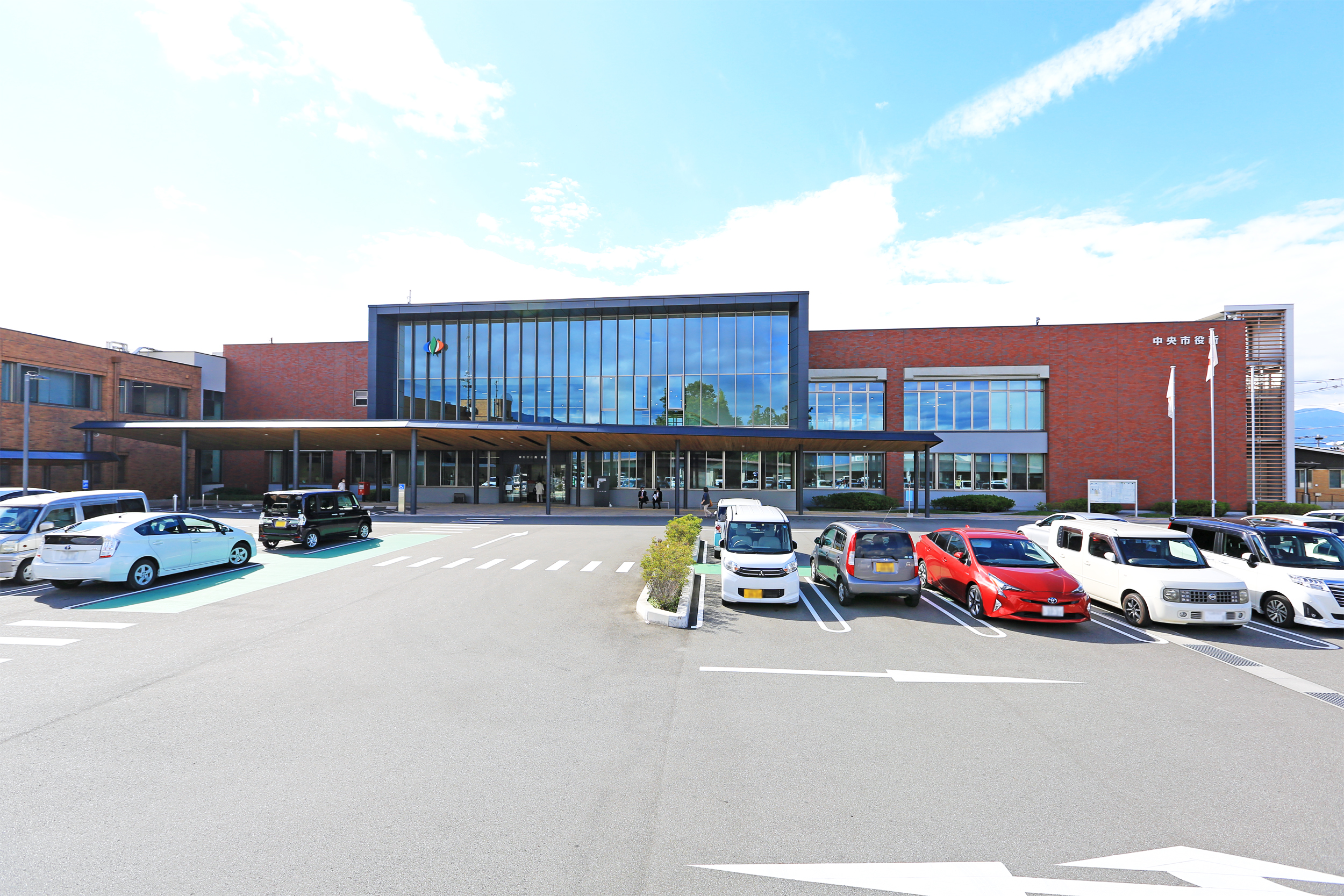
Rathaus

- Kōfu
- Minami-Alps
- Shōwa
- Ichikawamisato